# Fotografia

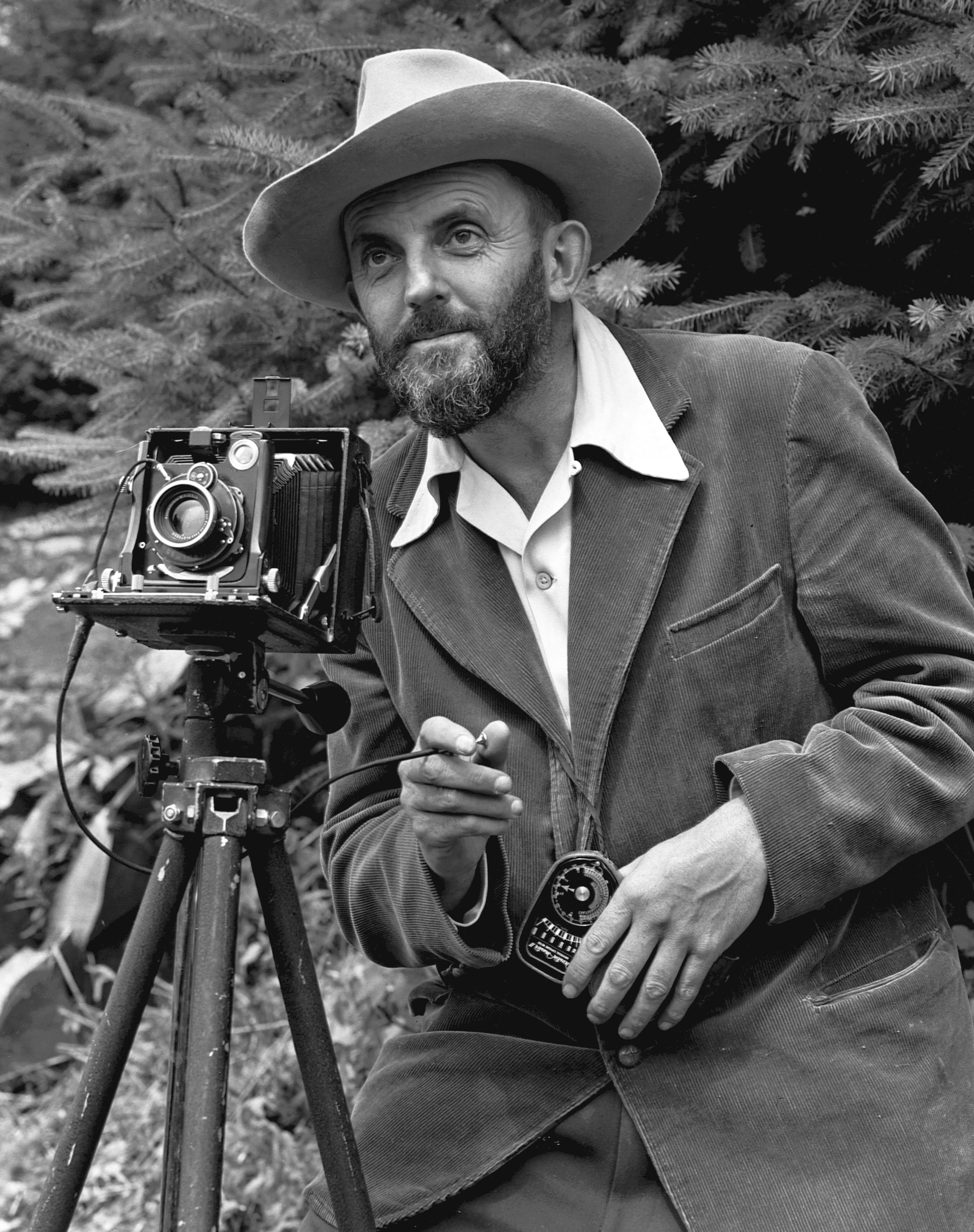
Fotografia di un fotografo (Ansel Adams) nell'azione di fotografare

La fotografia è quella serie di processi che, tramite i mezzi tecnici, permettono di ottenere le fotografie. L'azione principale della fotografia è il fotografare, riferito alla tecnica d'uso di una fotocamera, in grado di registrare in modo permanente le immagini ottiche di un obiettivo, e poi di renderle oggetto visibile, tramite stampa fotografica, proiezione su schermo per la visione diretta o su monitor/display/TV (solo fotografia digitale o digitalizzata).
In senso più astratto, la fotografia è la tecnica e l’arte di riprendere figure statiche o mutevoli (persone, animali, piante, oggetti, paesaggi, opere d’arte, nel loro insieme o in particolari), fatti, avvenimenti, ogni manifestazione della realtà e della vita, eccetera, non soltanto allo scopo di fissarne fedelmente l’immagine e il ricordo, come mezzo quindi di presentazione della realtà, di informazione e di comunicazione o di "riproduzione", ma cercando anche di cogliere, e talora sorprendere, nella loro immediatezza, gli aspetti più significativi e suggestivi della figura umana e della realtà in genere, interpretandoli e, spesso, trasfigurandoli dalla realtà.
È una tecnologia che, a causa dell'estrema versatilità, si è sviluppata nei campi più diversi delle attività umane, come la ricerca scientifica, l’astronomia, la medicina, il giornalismo, ecc., fino a diventare in alcuni casi un'autentica forma d'arte, nonostante il fatto che generalmente le fotografie non siano direttamente frutto della nostra immaginazione e del nostro operato manuale, come usualmente lo sono un dipinto o un'illustrazione, ma sono sempre e comunque il prodotto diretto della luce, di una lente ottica e di una "macchina" in grado di catturare le stesse immagini che vediamo con gli occhi, e che hanno come referente, per necessità, il mondo fisico.

## Etimologia
Il termine fotografia nasce con la fotografia più o meno alla metà del 1800, ed è derivato innanzitutto dal greco antico, composto da φῶς, phôs ossia "luce", e -γραφή, graphè cioè "disegno, scrittura o disegnare, scrivere", per il termine di idea francese photographie, e poi anglofono photography, composto ugualmente di photo- «foto-» e -graphy «-grafia», col significato di: "scrittura con la luce", "disegno della luce" o anche "scrivere o disegnare con la luce" o "scrittura di luce", ecc. Il senso comune è che sia la Luce a scrivere o a disegnare, e non il pittore. Fatto che diede molto fastidio ad alcuni esponenti del mondo artistico contemporaneo, come ad esempio a Charles Baudelaire, che esternò subito il suo disappunto per la fotografia.

## Storia

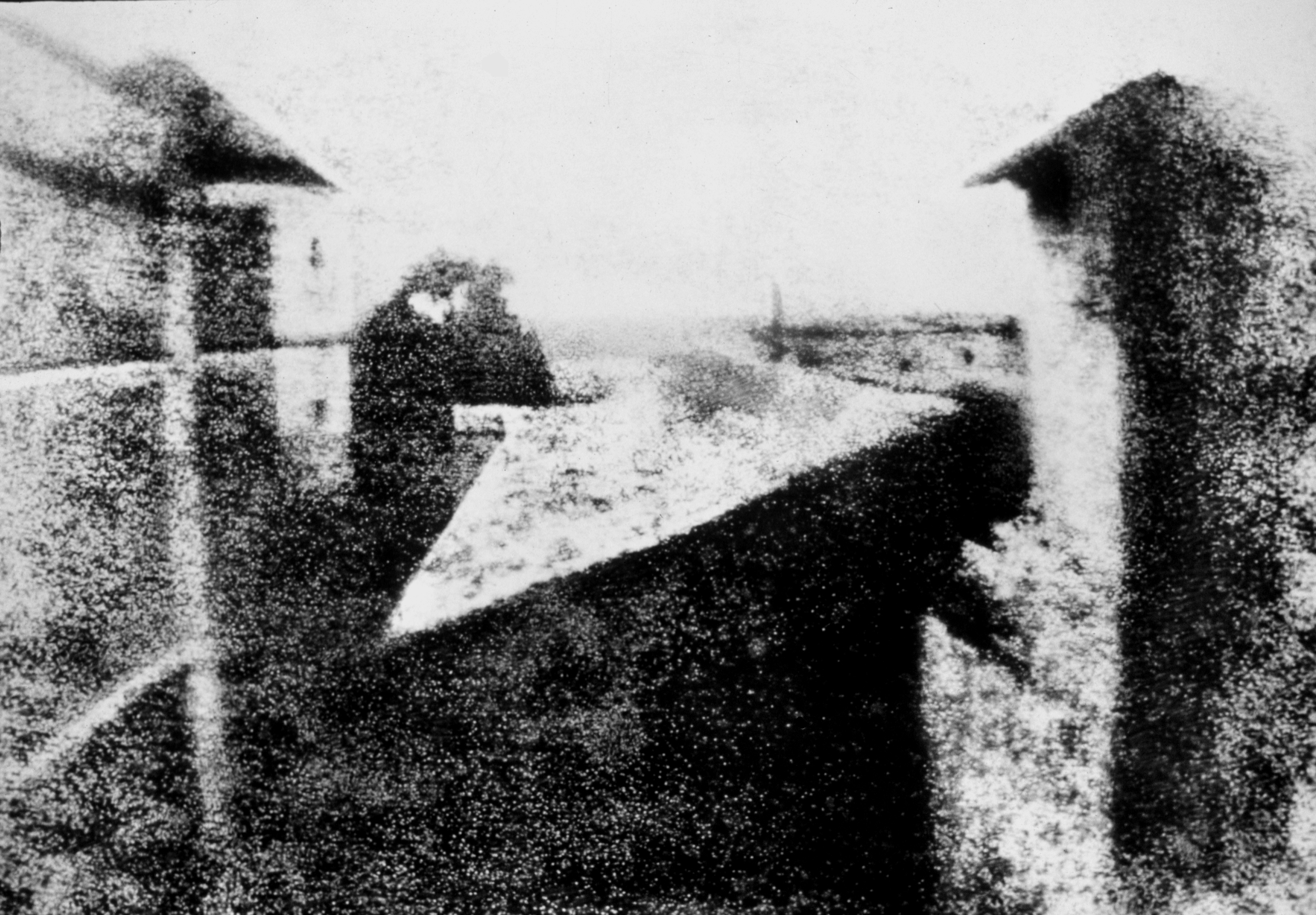
J. N. Niépce: Vista dalla finestra a Le Gras, 1826. Il tempo d'esposizione di 8 ore dà l'impressione che il sole illumini gli edifici sia da destra che da sinistra.

La fotografia è opera della luce e nasce infatti da un principio fisico chiamato diffrazione, che è una sua proprietà caratteristica. La camera oscura e l'obiettivo stenopeico formano il sistema più elementare della macchina fotografica, che racchiude in sé tutti i principi fisici coinvolti in questa tecnologia. Naturalmente sono stati necessari i risultati ottenuti sia nel campo dell'ottica, sia in quello della chimica (e oggi, anche dell'elettronica) e lo studio delle sostanze fotosensibili. La prima camera oscura fu realizzata molto prima che si trovassero dei mezzi chimici per fissare l'immagine ottica in essa proiettata; il primo ad applicarla in ambito fotografico fu il francese Joseph Nicéphore Niépce, cui convenzionalmente viene attribuita l'invenzione della fotografia, anche se studi recenti rivelano tentativi precedenti, come quello di Thomas Wedgwood.

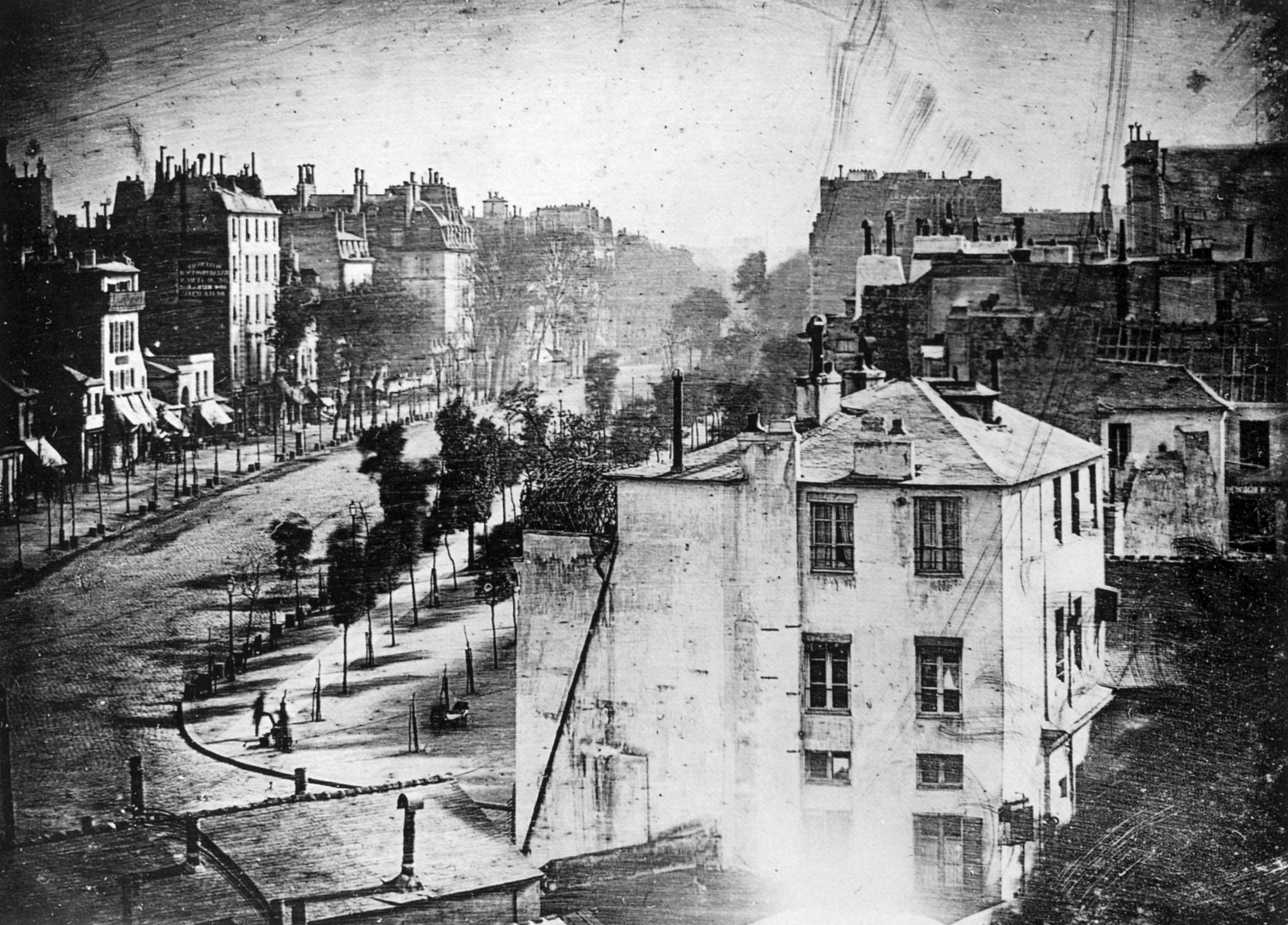
Louis Daguerre: Boulevard du Temple, 1838. Il tempo di esposizione di 10 minuti rende visibile solo un uomo che si fa lucidare le scarpe

Nel 1813 Niépce iniziò a studiare i possibili perfezionamenti alle tecniche litografiche, interessandosi poi anche alla registrazione diretta di immagini sulla lastra litografica senza l'intervento dell'incisore. In collaborazione con il fratello Claude, Niépce cominciò a studiare la sensibilità alla luce del cloruro d'argento e nel 1816 ottenne la sua prima immagine fotografica (che ritraeva un angolo della sua stanza di lavoro) utilizzando un foglio di carta sensibilizzato, forse, con cloruro d'argento.
L'immagine non poté essere fissata completamente e Niépce fu indotto a studiare la sensibilità alla luce di altre sostanze, come il bitume di Giudea, che diventa insolubile in olio di lavanda dopo l'esposizione alla luce.
La prima produzione con la nuova sostanza fotosensibile risale al 1822. Si tratta di un'incisione su vetro raffigurante papa Pio VII. La riproduzione andò distrutta poco dopo e la più antica immagine oggi esistente fu ottenuta da Niépce nel 1826, utilizzando una camera oscura il cui obiettivo era una lente biconvessa, dotata di diaframma e di un basilare sistema di messa a fuoco. Niépce chiamò queste immagini eliografie.
Nel 1829, Niépce fondò con Louis Daguerre, già noto per il suo diorama, una società per lo sviluppo delle tecniche fotografiche. Nel 1839 il fisico François Arago presentò all'Accademia francese delle scienze il brevetto di Daguerre, chiamato dagherrotipo; la notizia suscitò l'interesse di William Fox Talbot, che dal 1835 testava un procedimento fotografico, la calotipia, e di John Herschel, che lavorava, invece, su carta trattata con sali d'argento, utilizzando un fissaggio a base di tiosolfato sodico.
Nello stesso periodo, a Parigi, Hippolyte Bayard ideò una tecnica usando un negativo su carta sensibilizzata con ioduro d'argento, dal quale si otteneva poi una copia positiva. Bayard fu però invitato a terminare gli esperimenti per evitare una concorrenza con Daguerre.
Lo sviluppo del dagherrotipo fu favorito anche dalla costruzione di apparecchi speciali dotati di un obiettivo a menisco acromatico ideato nel 1829 da Charles Chevalier.
Tra il 1840 e il 1870 i processi e i materiali fotografici vengono perfezionati:
- nel 1841 François Antoine Claudet rinnova la ritrattistica introducendo lastre per dagherrotipia a base di cloruro e ioduro d'argento, che consentono pose di pochi secondi;
- nel 1851 Frederick Schott Archer propone il procedimento al collodio che sostituisce la dagherrotipia e la calotipia.
- Tra il 1851 e il 1852 vengono introdotte l'ambrotipia e la ferrotipia, per ottenere positivi apparenti incollando un negativo su lastra di vetro a un supporto di carta o panno neri, o di metallo brunito;
- nel 1852 viene istituita a Firenze la più antica azienda al mondo nel campo della fotografia: la Fratelli Alinari.
- Nel 1857 compare il primo ingranditore a luce solare a opera di J. J. Woodward;
- nel 1859 R. Bunsen e H. E. Roscoe realizzano le prime istantanee con lampo al magnesio. Le prime immagini a colori per sintesi additiva si devono a J. C. Maxwell (1861), mentre quelle per sintesi sottrattiva sono state introdotte da Louis Ducos du Hauron (1869). R. L. Maddox porta una novità: le lastre con gelatina animale come legante.
- Infine, nel 1873 H. Vogel scopre il principio della sensibilizzazione cromatica e realizza le prime lastre ortocromatiche.

## Tecnica
L'atto tecno-meccanico prevede la proiezione della luce attraverso un sistema ottico verso una superficie piana fotosensibile.

### Perfezionamento di tecnologie e materiali

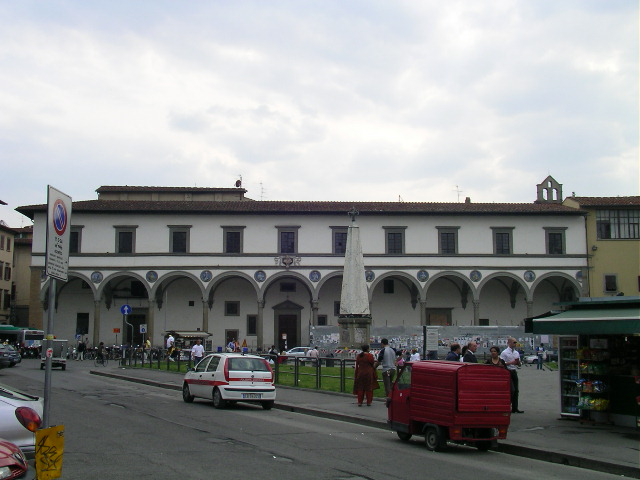
Museo nazionale Alinari della fotografia, a Firenze

Gli sforzi furono anche indirizzati al perfezionamento dei materiali sensibili, dei procedimenti di sviluppo e degli strumenti ottici. Tra le innovazioni più importanti si ricordano: l'introduzione degli apparecchi fotografici portatili (1880); l'introduzione delle pellicole in rullo, realizzate per la prima volta da G. Eastman inizialmente con supporto in carta (1888) e successivamente con supporto in celluloide (1891). Nel 1890 F. Hurter e V. C. Driffield iniziarono lo studio sistematico della sensibilità alla luce delle emulsioni, dando origine alla sensitometria.
Un considerevole miglioramento delle prestazioni degli obiettivi si ebbe nel 1893, quando H. D. Taylor introdusse un obiettivo anastigmatico (tripletto di Cooke) con sole tre lenti non collate; tale obiettivo fu perfezionato da P. Rudolph nel 1902 con l'introduzione di un elemento posteriore collato e venne prodotto l'anno dopo dalla Zeiss, con il nome di Tessar.

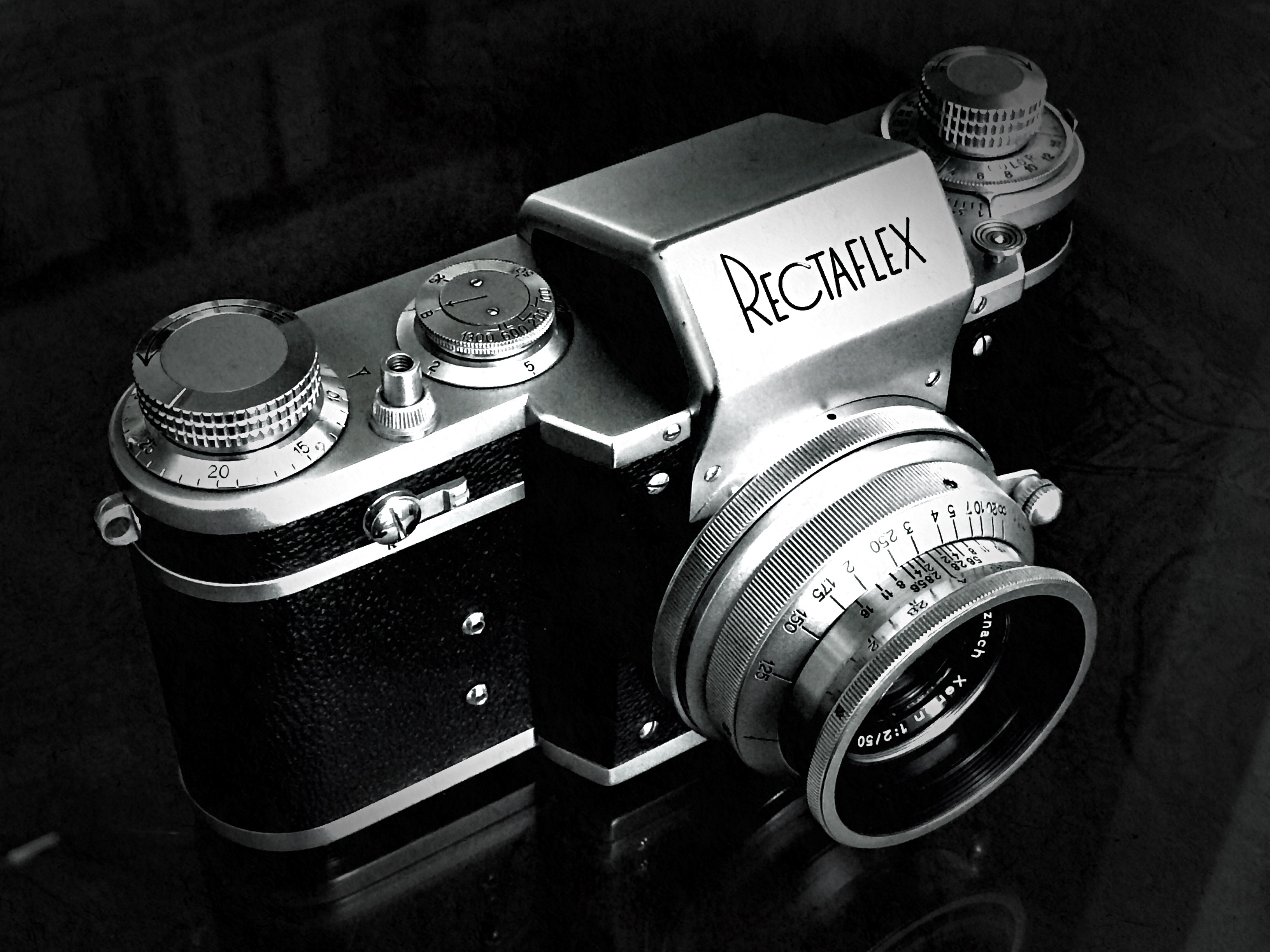
Rectaflex 1300 con ottica Schneider Xenon 50 mm ƒ/2

Altri progressi si ebbero con l'introduzione del sistema reflex (ideato nel 1928, ma conosciuto già nel 1500) perfezionato col pentaprisma nel 1946 dal progettista italiano Telemaco Corsi sulla sua Rectaflex, l'uso sempre più massiccio e coerente degli strati antiriflesso sulle superfici delle lenti che finirono per migliorare enormemente la trasmissione della luce e il contrasto degli obiettivi, e nel 1948 con il processo Polaroid in bianco e nero, che permetteva di ottenere in pochi secondi una copia positiva utilizzando un apparecchio e una pellicola speciali introdotti da E. H. Land e successivamente esteso al colore.
Negli anni sessanta con gli esposimetri incorporati nelle macchine fotografiche, ebbe inizio l'epoca degli automatismi e dell'implemento dell'elettronica: l'evoluzione tecnologica in tale campo fu tale che alla fine degli anni ottanta, con la miniaturizzazione dei circuiti elettronici, la messa a fuoco e l'esposizione diventano completamente automatiche; inoltre micromotori provvedono al caricamento della pellicola, al suo avanzamento dopo ogni scatto e al riavvolgimento nel caricatore al termine dell'uso.

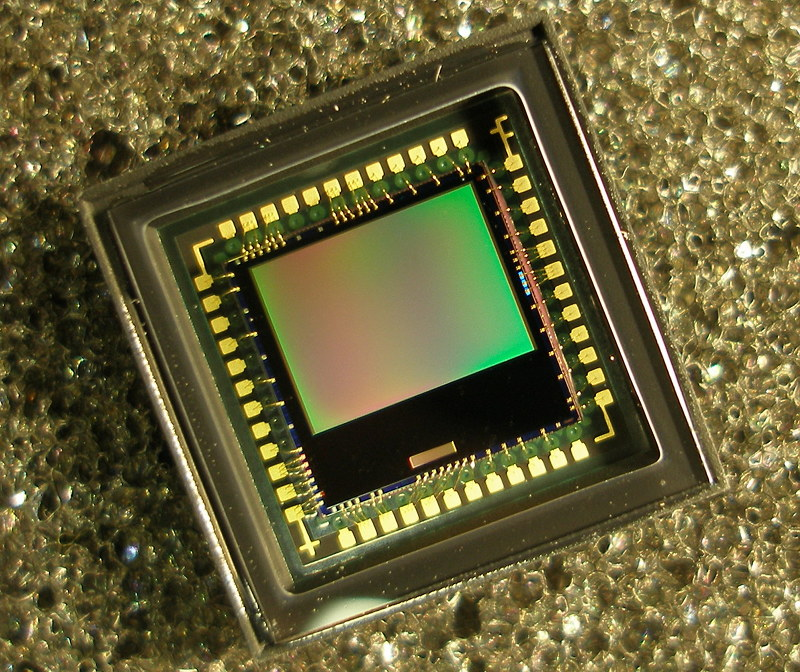
Sensore di immagine CMOS

Negli anni ottanta entrarono in produzione macchine per la fotografia digitale che al posto della pellicola avevano un CCD (charge coupled device ), lo stesso elemento sensibile delle videocamere. Il sensore digitale è in grado di analizzare l'intensità luminosa e il colore dei vari punti che costituiscono l'immagine e di trasformarli in segnali elettrici che vengono poi registrati su un supporto magnetico (nastro o disco), che però poteva contenere solo alcune decine di immagini. L'immagine registrata può essere immediatamente rivista su un monitor, stampata da un'apposita stampante, o spedita via cavo o via rete, a qualsiasi distanza. Macchine di questo tipo venivano usate soprattutto dai fotoreporter, per l'immediata trasmissione delle foto ai giornali, che non hanno bisogno di immagini ad alta definizione. Negli anni 1990 e 2000 arrivano le nuove fotocamere digitali che soppiantano quelle a pellicola, nonostante ci sia ancora un seguito di appassionati. L'inconveniente principale della prima fotografia elettronica era la scarsa definizione delle immagini, in confronto a quella della fotografia tradizionale. Notevole diffusione ha avuto l'elaborazione elettronica delle immagini fotografiche, che, digitalizzate da uno scanner ad alta definizione, possono essere corrette ed elaborate a piacere, come la modifica dei colori, l'eliminazione di dominanti cromatiche, ma anche la cancellazione e l'aggiunta di parti delle immagini, fino ad ottenere dei fotomontaggi quasi perfetti e relative conseguenze (si esce dal campo fotografico per entrare nel campo grafico). L'immagine elaborata veniva poi stampata su pellicola, con la stessa definizione dell'originale.
Negli ultimi anni lo sviluppo della fotografia digitale ha avuto implicazioni incredibili sia nella fase di ripresa delle immagini che in quella di visione. Da un lato i sofisticati sistemi di esposizione, messa a fuoco, inquadratura e disponibilità immediata delle immagini in fase di ripresa e dall'altro la loro elaborazione sul computer hanno ridimensionato il lavoro di camera oscura per lo sviluppo del negativo e/o della diapositiva e per la loro stampa. Essa richiedeva lunghe ore al buio, pazienza e risorse economiche, al punto che grandi fotografi utilizzavano spesso laboratori professionali per le loro immagini. Oggi il processo è alla portata di tutti grazie alle immagini digitali che possono essere ritoccate, modificate e trasferite con il computer di casa propria, avvalendosi di programmi di editing e/o fotoritocco e modalità di archiviazione di file anziché di voluminosa carta che hanno in gran parte ridotto la domanda di pellicole e di stampa tradizionale delle foto.

### Riproduzione dei colori

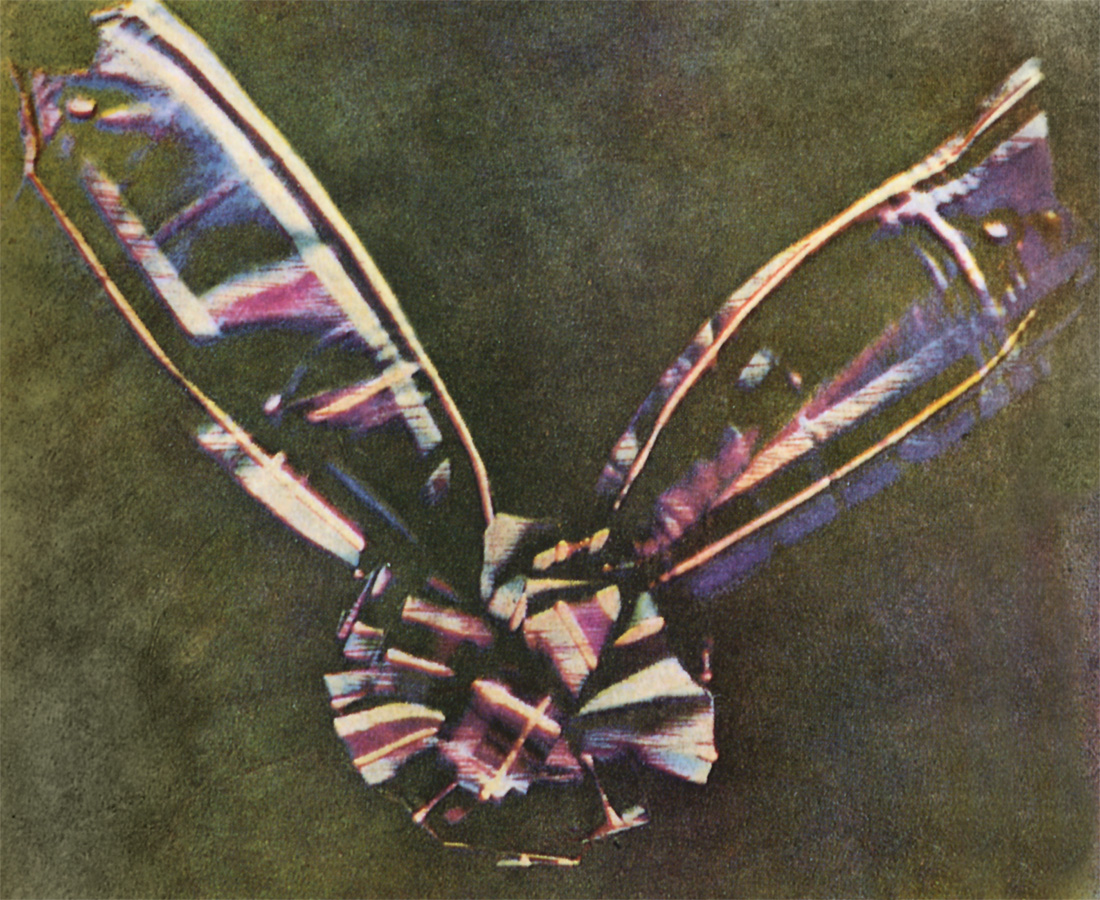
La prima fotografia a colori scattata da Maxwell nel 1861.

J. T. Seebeck (1810) e J. F. Herschel (1840), H. Becquerel (1848), L. L. Hill (1850) e Joseph Nicéphore Niépce erano riusciti a ottenere delle registrazioni instabili di oggetti colorati, probabilmente per un fenomeno di interferenza all'interno dello strato sensibile. Tale fenomeno venne utilizzato da Gabriel Lippmann, in un procedimento messo a punto nel 1891, esponendo, attraverso il supporto di vetro, una lastra fotografica con l'emulsione a contatto con mercurio.
L'interferenza tra la radiazione incidente e quella riflessa dal mercurio, che fungeva da specchio, faceva sì che l'emulsione rimanesse impressionata a diversi livelli di profondità, la distanza fra i quali era funzione della lunghezza d'onda della radiazione. La lastra, sviluppata e osservata per riflessione, restituiva un'immagine con i colori naturali. Il procedimento di Lippmann, sfruttato commercialmente per qualche anno, fu abbandonato per la difficoltà nella preparazione dei materiali e del loro trattamento.
Nel frattempo James Clerk Maxwell aveva teorizzato i principi della sintesi additiva dei colori e nel 1855 aveva ottenuto i primi risultati incoraggianti, che rese pubblici nel 1861. Nel suo procedimento l'oggetto colorato veniva ripreso su tre diverse lastre attraverso tre filtri di colore blu, verde e rosso; venivano poi ricavate tre diapositive che, proiettate a registro su uno schermo mediante tre proiettori muniti degli stessi filtri usati per la ripresa, riproducevano a colori il soggetto.
Un procedimento simile, che utilizzava i colori blu, giallo e rosso, venne ideato indipendentemente, nel 1862, da Louis Ducos du Hauron, al quale si devono anticipazioni per tutti i procedimenti utilizzati fino a oggi. Nel 1868 egli osservò che un foglio di carta ricoperto di sottili linee adiacenti di colore blu, verde e giallo, appariva bianco se osservato per trasparenza e grigio se osservato per riflessione e brevettò un procedimento di fotografia a colori basato su questo fenomeno.
Il procedimento venne ripreso in considerazione negli ultimi anni del XIX secolo quando furono disponibili materiali sensibili pancromatici con i quali era possibile effettuare la ripresa attraverso un reticolo di linee o di granuli di colore blu, verde e rosso; in seguito all'inversione dell'immagine in bianco e nero, il complesso immagine-reticolo osservato per trasparenza restituiva i colori originali.
Sfruttando questo principio i fratelli Lumière realizzarono le lastre Autochrome, la cui produzione iniziò nel 1907. Materiali simili vennero prodotti in Germania (Agfacolor) e in Gran Bretagna. Nel 1908 A. K. Dorian propose di sostituire i reticoli colorati con un insieme di minuscole lenti ottenute per goffratura sul lato del supporto opposto a quello su cui era stesa l'emulsione.
Ponendo davanti all'obiettivo un filtro costituito da tre bande colorate, ciascuna lente proiettava tre immagini, che venivano sovrapposte utilizzando un proiettore che montava sull'obiettivo lo stesso filtro usato in ripresa. Su questo principio si basavano i primi materiali Kodacolor, prodotti fino al 1935.
Tutti questi procedimenti non consentivano la produzione di stampe a colori, se non con mezzi tipografici. L'unico a ottenere copie fotografiche su carta fu E. Vallot che nel 1895 aveva ripreso un'idea di Louis Ducos du Hauron, introducendo un procedimento che però, a causa della bassa sensibilità e della scarsa stabilità dei colori, non ebbe successo commerciale. L'era della fotografia a colori moderna iniziò nel 1935 con la pellicola per diapositive Kodachrome, seguita nel 1936 dalla Agfacolor.
La prima richiedeva un trattamento speciale, perché i colori venivano aggiunti nel corso dello sviluppo. Nella seconda, invece, che è stata la capostipite delle moderne pellicole per fotografie a colori su carta, tre strati, sensibili rispettivamente al blu, al verde e al rosso, contenevano anche i coloranti, che davano origine, durante lo sviluppo, a immagini con i colori complementari (giallo, magenta e ciano).
L'immagine riacquistava i colori naturali durante lo sviluppo della copia, stampata su carta il cui strato sensibile aveva una struttura simile. Infine la Ciba, riprendendo il vecchio procedimento di sbianca dei coloranti contenuti nei vari strati dell'emulsione, realizzò il sistema Cibachrome, per la stampa di diapositive.

## Chimica

### Processi con l'alogenuro d'argento

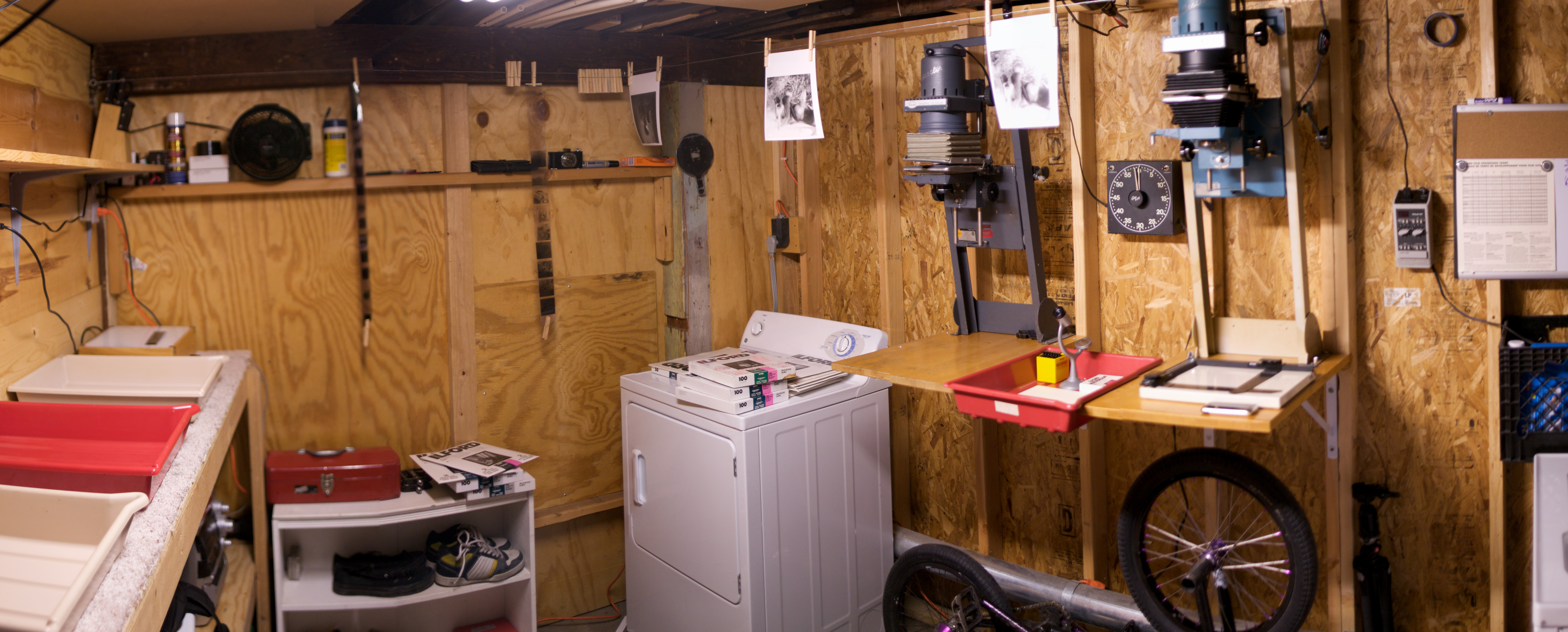
Interno di camera oscura, necessaria per stampare fotografie utilizzando sostanze chimiche reagenti alla luce

Quando si sottopone un alogenuro d'argento all'azione della luce, la radiazione assorbita gli cede l'energia necessaria per scindere il legame tra l'alogeno e il metallo. Il deposito di argento così formato è tanto più denso quanto maggiore è l'intensità dell'illuminazione ed è quindi possibile ottenere con una camera oscura un'immagine negativa del soggetto inquadrato. Tale annerimento diretto dell'alogenuro, detto effetto print-out, è stato il primo metodo utilizzato per ottenere delle immagini agli albori della fotografia, ma aveva l'inconveniente di richiedere tempi di posa lunghissimi.
Fin dai primi tempi della fotografia, però, si scoprì casualmente che non era necessario attendere la formazione di un'immagine visibile sul materiale sensibile: anche dopo una breve esposizione era possibile, con un opportuno trattamento chimico, ottenere un'immagine perfettamente formata. In effetti anche nel corso di un'esposizione molto breve si verifica la fotolisi del bromuro di argento in misura tale da formare un'immagine debolissima, non visibile a occhio nudo (immagine latente), ma sufficiente per provocare un'alterazione delle caratteristiche chimico-fisiche dell'emulsione.
Trattando questa con particolari sostanze (rivelatore) si ottenne la formazione dell'immagine visibile, che risultava costituita da un insieme di granuli d'argento originati dalla riduzione dei singoli cristalli di alogenuro. Sono questi che conferiscono all'immagine la caratteristica struttura granulosa.
Nell'effetto print-out, l'energia necessaria per la riduzione dell'alogenuro ad argento metallico è fornita interamente dalla radiazione assorbita dall'emulsione, mentre nel secondo caso, la radiazione cede solo la piccola quantità di energia necessaria alla formazione dell'immagine latente.
Il rivelatore fornisce in un secondo tempo la quantità di energia necessaria per portare a termine il processo, con un effetto di amplificazione di circa un milione di volte. Dopo la formazione dell'immagine occorre allontanare l'alogenuro d'argento rimasto inutilizzato (fissaggio), oppure renderlo insensibile alla luce (stabilizzazione).
Il trattamento di un moderno materiale fotografico in bianco e nero richiede quindi un bagno di sviluppo e uno di fissaggio, cui si interpone un lavaggio o un bagno di arresto, e un lavaggio finale prima dell'asciugatura. Il lavaggio finale, estremamente importante per la conservazione dell'immagine, asporta ogni traccia dei prodotti chimici impiegati nel corso del trattamento.
Nei materiali a colori (a eccezione della Kodachrome), la formazione dei coloranti avviene utilizzando uno sviluppo cromogeno che, contemporaneamente alla riduzione del bromuro impressionato, provoca la formazione del colore all'interno di ognuno dei tre strati sensibili sovrapposti. Con i procedimenti accennati si ottiene sempre un'immagine negativa rispetto all'originale usato per la ripresa o la stampa.
È possibile ottenere direttamente delle immagini positive mediante un procedimento di inversione nel corso del quale si distrugge l'immagine negativa e se ne forma una positiva utilizzando l'alogenuro d'argento non impressionato nel corso dell'esposizione. La distruzione della negativa avviene per mezzo di un bagno di sbianca che, nel colore, ha anche la funzione di liberare i coloranti dal deposito opaco d'argento che li maschera.
Il sempre crescente aumento del costo dell'argento ha portato, da un lato, una notevole diffusione dei procedimenti di recupero di questo dai bagni di fissaggio, che possono contenere diversi grammi d'argento per litro, e, dall'altro lato, ha favorito lo sviluppo di procedimenti nuovi o non tradizionali. Poiché i materiali a sviluppo cromogeno consentono il recupero totale dell'argento, sono state introdotte pellicole a sviluppo cromogeno anche in bianco e nero.

### Processi senza argento
Fin dai primi tempi della fotografia si tentò di impiegare delle sostanze fotosensibili senza argento, per esempio la carta al ferroprussiato, usata per la riproduzione di disegni tecnici (cianografia), ma senza grandi successi. Altri procedimenti di stampa, introdotti nel 1850, furono quelli alla gomma bicromata e al pigmento, applicati specialmente nel rotocalco.
Tra gli altri procedimenti un tempo applicati o di più recente applicazione si ricordano:
- la termografia, che si basa sulla proprietà di svariate sostanze di annerire, fondere o subire altre trasformazioni se sottoposte a riscaldamento;
- l'elettrografia, il cui principio fu indicato nel 1935 da P. Selenyi e che ha avuto uno sviluppo eccezionale nel campo della fotoriproduzione di documenti (in particolare la xerografia);
- la fotopolimerizzazione, che sfrutta la proprietà della luce di provocare la polimerizzazione di molte sostanze; a questo procedimento appartiene la resinotipia inventata negli anni venti del Novecento da Rodolfo Namias;
- il procedimento Kalvar, usato per la produzione di microfilm e di positivi cinematografici, nel quale l'esposizione alla luce provoca la decomposizione di una sostanza fotosensibile incorporata in uno strato plastico con liberazione di bollicine di gas, che rendono opaco lo strato;
- la fotocromia, che si basa sulla proprietà di alcune sostanze di cambiare colore sotto l'azione della luce.

Una delle maggiori difficoltà connesse con l'introduzione di nuovi sistemi fotosensibili era costituita dalla scarsa efficienza con cui, in generale, veniva registrata l'immagine. L'unico sistema che presenta un fattore di amplificazione paragonabile a quello basato sugli alogenuri d'argento è la fotopolimerizzazione, mentre gli altri possiedono una capacità di amplificazione molte migliaia di volte inferiore. Nei sistemi fotografici tradizionali, gli alogenuri d'argento non impressionati vengono asportati nel bagno di fissaggio oppure, nel processo di inversione, vengono utilizzati per formare un'immagine positiva sul medesimo supporto.

### Processi per le istantanee
Diversi sono i processi diffusivi nei quali l'alogenuro non impressionato viene trasformato in un sale solubile che diffonde dal negativo verso un supporto sul quale viene ridotto ad argento metallico dando luogo alla formazione dell'immagine positiva. Questo procedimento, descritto per la prima volta nel 1939 e utilizzato inizialmente per materiali da fotoduplicazione, consente la cosiddetta fotografia istantanea. Le prime applicazioni pratiche si ebbero nel 1948 con il sistema Polaroid in bianco e nero che permetteva di ottenere una positiva in soli 15 secondi; in seguito fu messo a punto un analogo sistema per le positive a colori ottenibili in circa un minuto.
Nel procedimento a colori il negativo è costituito da tre strati di emulsione sensibili alla luce blu, verde e rossa, ai quali sono intercalati altrettanti strati contenenti tre diversi rivelatori di colore rispettivamente giallo, magenta e blu-verde.

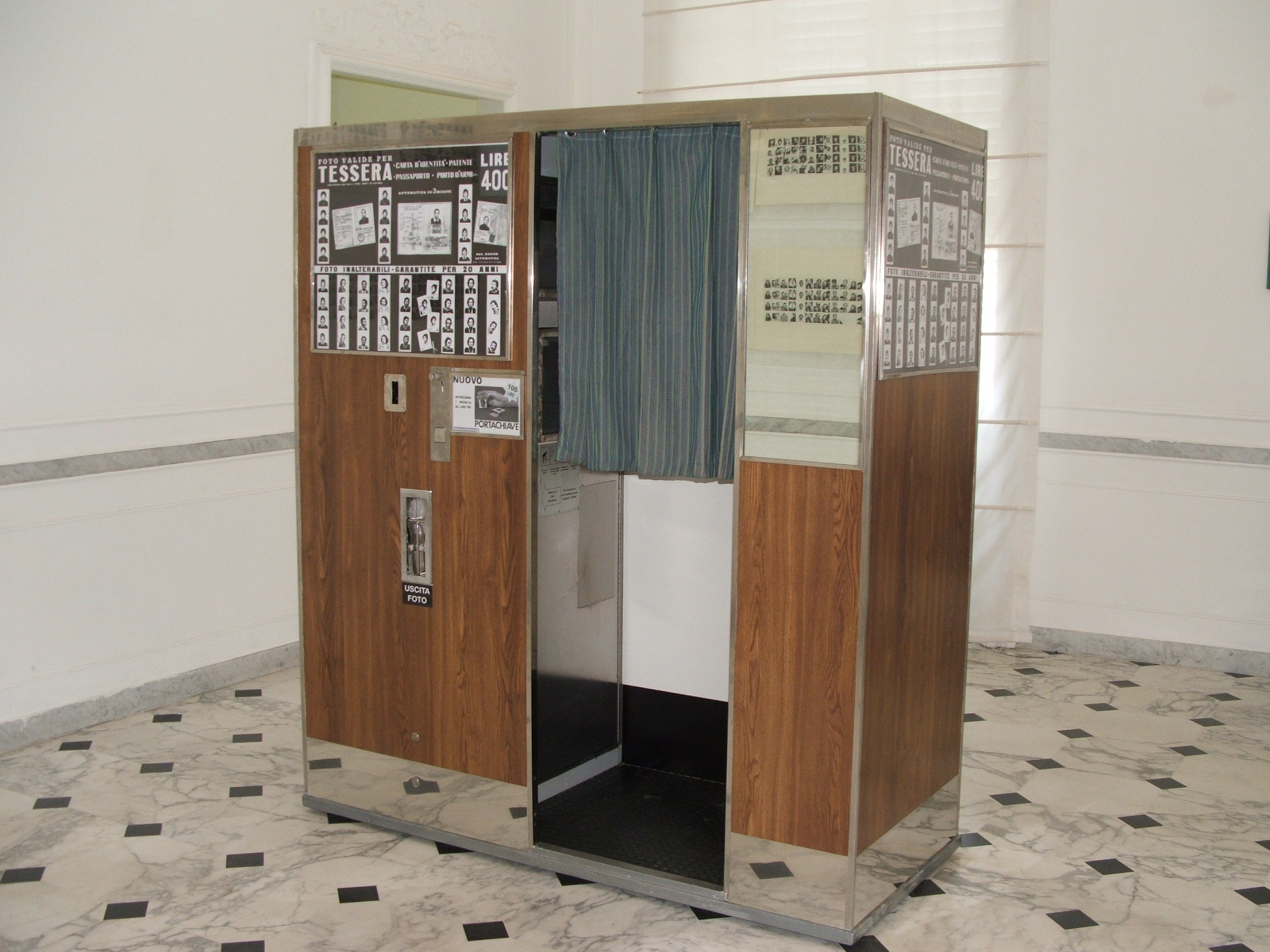
Un apparecchio modello anni settanta per immagini fotografiche di rapido sviluppo esposto al Museo d'arte contemporanea Villa Croce

Dopo l'esposizione il negativo viene portato a contatto con il supporto destinato a ricevere l'immagine positiva; tra i due si trova un sottile velo di attivatore alcalino. In presenza dell'attivatore i rivelatori colorati, contenuti nello strato sviluppatore, riducono il bromuro esposto e rimangono così immobilizzati nello strato sensibile.
I rivelatori che non hanno reagito, invece, diffondono attraverso il negativo e lo strato di attivatore fino a raggiungere il supporto, dove si fissano.
Nel 1976 la Kodak lanciò un suo sistema di fotografia istantanea, Kodak Instant. Le pellicole di questa fotocamera ricalcavano il percorso tracciato dalla Polaroid, anch'esse autosviluppanti. A differenza delle Polaroid però erano rettangolari e l'immagine sulla superficie misurava 9 x 6,8 cm. Dopo aver perso una battaglia di brevetti con la Polaroid Corporation, Kodak ha lasciato il business Instant Camera il 9 gennaio 1986.
Quest'ultima, nel 1985 presentò una pellicola per diapositive, sia in bianco/nero che a colori, a sviluppo istantaneo; essa non richiedeva macchine speciali, ma poteva essere esposta con qualsiasi macchina che utilizzasse le normali pellicole 135 (formato 24 x 36 mm).
La pellicola a colori, chiamata Polachrome, è in realtà una pellicola in bianco/nero, filtrata, sia in ripresa che in proiezione, da un fitto reticolo di linee blu, verde e rosso (secondo il principio già sfruttato dai fratelli Lumière con le lastre Autochrome). Lo sviluppo viene effettuato sull'intera pellicola, in un apparecchietto che stende su di essa i prodotti chimici racchiusi in un contenitore venduto insieme alla pellicola.
Anche la pellicola per stampe a colori immediate è stata notevolmente perfezionata dalla Polaroid: è stato eliminato il negativo (che doveva essere gettato, insieme ai residui dei prodotti chimici di sviluppo), e la sensibilità è stata aumentata a 600 ASA. Lo sviluppo avviene in piena luce, in circa 90 secondi. Alcune pellicole a sviluppo immediato (in bianco e nero e a colori) possono essere utilizzate, per mezzo di un apposito accessorio, anche su molti apparecchi professionali e su apparecchiature scientifiche: esse danno copie formato 8,3 x 10,8 cm, spesso usate per controllare la distribuzione delle luci e delle ombre prima dello scatto definitivo su pellicola tradizionale.

## Applicazioni scientifiche

### Generalità
La natura essenziale della fotografia è proprio quella della documentazione, in quanto di base la fotografia riprende sempre la realtà dello stato fisico della materia, attraverso la radiazione fotonica. Questo processo comporta una netta differenziazione tra una rappresentazione immaginifica e creativa, sviluppata in un disegno fatto a mano libera (un'opera d'arte dell'uomo) e la presentazione del reale, quale immagine fotografica "creata" dalla luce e ripresa dalla fotocamera. Pensiamo ad esempio se la fotografia del nostro volto ritratto, che accompagna tutti i nostri documenti personali (Patente di Guida, Passaporto, Carta d'Identità), fosse creato a mano libera come un disegno o una pittura. Non avrebbe alcuna validità legale. Per questo la fotografia si è rivelata uno strumento di sempre maggiore utilità nell'indagine scientifica, documentaristica e legale. Non solo, essa offre infatti la possibilità di registrare fenomeni che non possono essere osservati direttamente ad occhio nudo, come per esempio quelli che si verificano in tempi brevissimi (fotografia ultrarapida), quelli che avvengono su scala microscopica, quelli che interessano regioni molto vaste della Terra o dello spazio dell'Universo (fotografia aerea, orbitale, astronomica) e quelli legati alle radiazioni elettromagnetiche invisibili all'uomo.
Tra le più importanti applicazioni della fotografia in campo scientifico, si ricordano la fotografia ultrarapida e stroboscopica, la fotografia stereoscopica, la fotografia nell'infrarosso e nell'ultravioletto, la fotografia aerea e orbitale, la fotografia astronomica.
Anche la fotografia a raggi X è una tipologia di fotografia documentaristica utilizzata in vari campi della ricerca, come la fotografia forense, ecc.

### Fotografia ultrarapida e stroboscopica
Già nel 1851 W. H. F. Talbot, utilizzando come fonte di luce la scintilla provocata dalla scarica di una serie di bottiglie di Leida, riuscì a realizzare delle immagini con un tempo di posa dell'ordine del milionesimo di secondo. Questa tecnica venne dapprima applicata alla balistica e le prime immagini di un proiettile in volo risalgono al 1885 e sono dovute a Ernst Mach; nel 1896 si osservò per la prima volta l'onda d'urto che si propaga insieme a un proiettile che si muove a elevata velocità.
Nel 1930 H. Edgerton iniziò uno studio sistematico delle possibilità della fotografia ultrarapida, dedicandosi particolarmente al perfezionamento delle sorgenti di luce e utilizzando in modo particolare il flash elettronico. In effetti gli otturatori meccanici non consentono tempi di posa inferiori a qualche frazione di millesimo di secondo, che permettono la ripresa solamente di oggetti in movimento relativamente lento.
Le riprese ultrarapide richiedono quindi l'impiego di sorgenti che emettono lampi di luce particolarmente brevi e intensi senza l'impiego di otturatori, oppure utilizzando otturatori speciali. Con questi sistemi si ottengono normalmente tempi di posa dell'ordine del decimilionesimo di secondo e si possono raggiungere i 5 nanosecondi. Utilizzando per l'illuminazione una serie di lampi di luce in rapida successione si ottiene sul negativo una serie di immagini in posizione diversa. È questo il principio su cui si basa la fotografia stroboscopica, utilizzata per l'analisi dei movimenti.

### Fotografia stereoscopica
La fotografia riproduce gli oggetti su una superficie piana e l'illusione della profondità è data esclusivamente dalla prospettiva e dal chiaroscuro. È però possibile riprodurre l'effetto della visione binoculare osservando separatamente con i due occhi due immagini riprese da punti posti a distanza pupillare attraverso l'utilizzo della fotocamera stereoscopica.
La fotografia stereoscopica nasce per interessamento di sir Charles Wheatstone che nel 1832 realizza il primo stereoscopio a specchi e che, in seguito alla nascita della fotografia, entra in contatto con William Fox Talbot, commissionandogli i primi esperimenti di "stereofotografia". Le prime immagini stereoscopiche vengono realizzate nel 1842 e sono dei dagherrotipi. In seguito gli stereogrammi verranno confezionati come positivi su cartoncino, illuminati per riflessioni, su carta sottile e lastre di vetro, illuminati per trasparenza, e infine, nel XX secolo su diapositiva, trovando ampia diffusione commerciale.
La fotografia stereoscopica trova svariate applicazioni che vanno dal puro intrattenimento, alla ricerca scientifica (ad esempio l'osservazione astronomica), al rilievo fotogrammetrico.

### Fotografia nell'infrarosso e ultravioletto
Gli alogenuri d'argento possiedono una sensibilità naturale che si estende nelle zone dell'ultravioletto e del blu ed è limitata solo dall'assorbimento dell'obiettivo, della gelatina e dell'aria. I comuni obiettivi fotografici trasmettono l'ultravioletto fino a circa 320 nm, limite oltre il quale occorre usare obiettivi con lenti in quarzo o fluorite, che trasmettono fino a circa 120 nm. Peraltro, al di sotto dei 200 nm diviene sensibile l'assorbimento dell'aria, per cui occorre operare in atmosfera d'azoto o, meglio, nel vuoto.
Per evitare la perdita di sensibilità dovuta all'assorbimento della gelatina, si usano emulsioni con concentrazione di bromuro d'argento molto elevata. Oltre che per la ripresa diretta di immagini, la radiazione ultravioletta viene spesso impiegata per eccitare la fluorescenza degli oggetti da fotografare nel campo del visibile. In questo caso si antepone all'obiettivo un filtro che blocchi la radiazione ultravioletta riflessa dal soggetto trasmettendo invece la fluorescenza visibile.
La ripresa viene effettuata con un comune materiale in bianco e nero o, più spesso, a colori, a causa della vivacità dei colori di fluorescenza. All'altra estremità dello spettro visibile, la radiazione infrarossa non viene assorbita dagli alogenuri d'argento e non è quindi in grado di impressionare le emulsioni fotografiche.
Particolari sensibilizzatori cromatici possono però rendere sensibili i materiali fotografici anche alla radiazione infrarossa fino a circa 850 nm. L'impiego di filtri particolari consente di limitare la trasmissione della radiazione visibile, cui il bromuro d'argento è sensibile, fino a eliminarla completamente con l'impiego di filtri neri. Esistono anche materiali a colori con uno strato sensibile all'infrarosso, registrato con un colore convenzionale.
Le riprese nell'infrarosso e nell'ultravioletto interessano principalmente i campi dell'astrofisica, spettroscopia, mineralogia, criminologia, storia dell'arte, biologia, medicina, prospezione aerea del suolo, grafoscopia.

### Fotografia aerea e orbitale

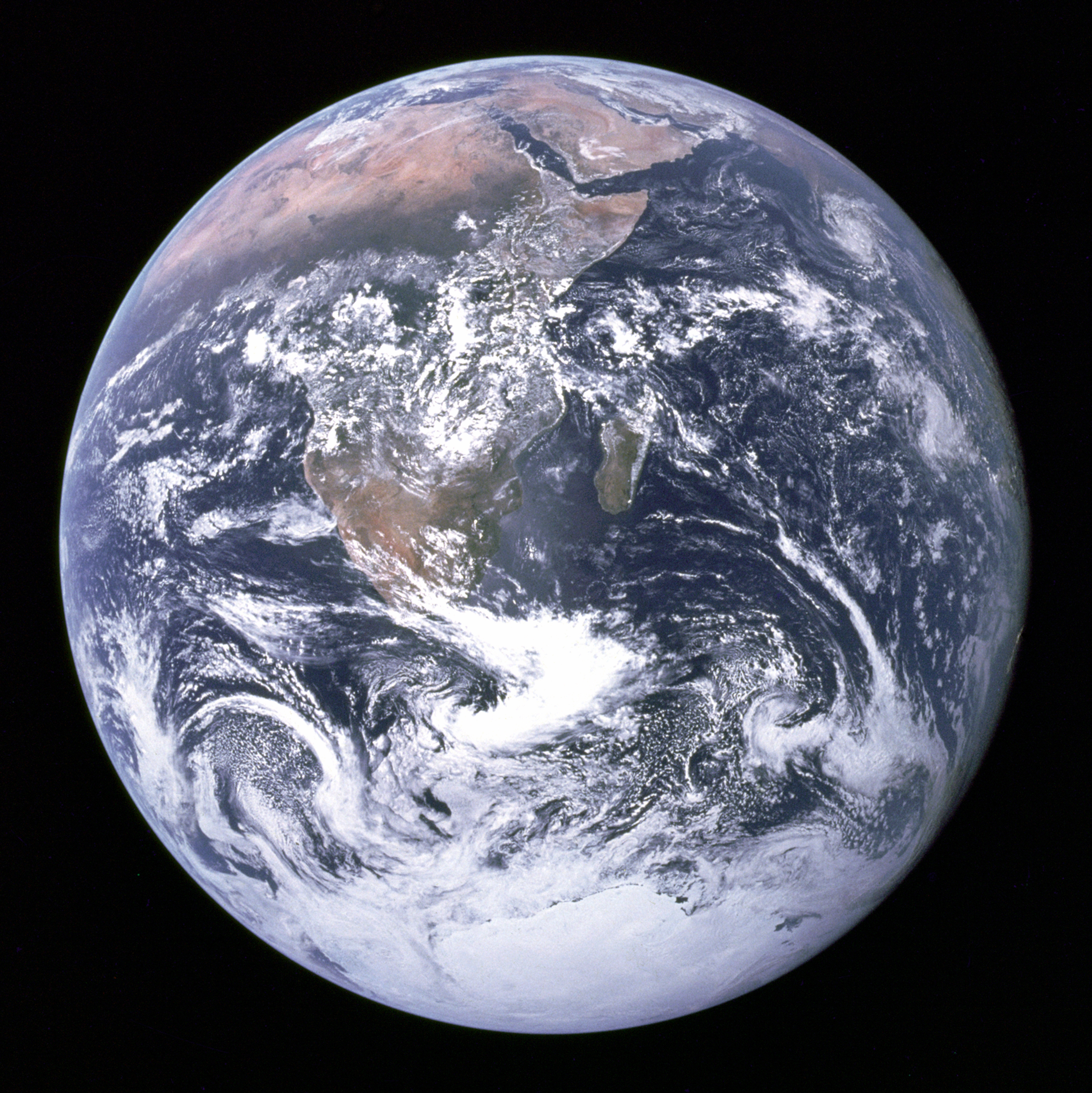
Immagine ripresa dall'Apollo 17

L'aerofotogrammetria è la tecnica di indagine del terreno che si serve di macchine fotografiche installate a bordo di aeromobili. Trova applicazioni nel campo della ricognizione archeologica, delle ricerche geologiche, in agricoltura per ricavare informazioni sulla natura dei terreni e sull'estensione delle colture, in campo militare per ottenere informazioni su obiettivi strategici.
La fotografia orbitale permette la ripresa di immagini da altezze molto superiori a quelle proprie della fotografia aerea, della quale costituisce un'estensione, mediante apparecchi posti su veicoli spaziali in orbita intorno alla Terra. Tra le sue varie applicazioni si ricordano le indagini meteorologiche, le ricerche sull'inquinamento dei mari, sulle risorse della Terra. Queste applicazioni sono sempre più raffinate anche grazie allo sviluppo e all'incrocio di diverse tecniche di ripresa fotografica digitale incrociate con altri sistemi di rilevazione come il radar.
Esempio di ciò è il satellite Envisat, messo in orbita dall'ESA (Agenzia Spaziale Europea) che grazie all'incrocio dei dati prodotti dai suoi undici strumenti permette la realizzazione di immagini satellitari utili per lo studio di fenomeni come la desertificazione, l'eutrofizzazione dei mari e i cambiamenti climatici.

### Fotografia astronomica
Consiste nella registrazione fotografica delle immagini dei corpi celesti. Tale tecnica presenta diversi vantaggi rispetto all'osservazione diretta perché l'emulsione fotografica, esposta per un tempo sufficientemente lungo, viene impressionata anche da radiazioni visibili di intensità troppo debole per poter essere percepite dall'occhio umano anche con l'aiuto di potenti telescopi. Il metodo prevede appositi sistemi di inseguimento che compensano la rotazione della terra e la conseguente rotazione apparente della volta celeste. In assenza di questi si ottengono effetti artistici con conseguente strisciata, centrata a nord, degli astri, o ci si limita a brevi esposizioni a basso ingrandimento.
Inoltre l'uso di emulsioni particolarmente sensibilizzate permette lo studio di corpi celesti che emettono radiazioni comprese in zone dello spettro luminoso in corrispondenza delle quali l'occhio umano non è sensibile. In tempi più recenti sono stati usati anche sistemi digitali, basati su CCD o CMOS, delle volte raffreddati a basse temperature per diminuire il rumore termico. Tramite l'uso di filtri interferenziali, è anche possibile ottenere fotografie solo alla luce di alcune righe spettrali, ottenendo quindi informazioni sulla composizione della sorgente. Tuttavia, è possibile ottenere ottime fotografie astronomiche anche con le fotocamere digitali più commerciali, ma è spesso consigliato rimuovere il filtro che copre il sensore, in quanto riduce la trasmissività per i fotoni h-alpha (una riga importantissima in astronomia in quanto tutte le regioni HII emettono in tale banda).

### Fotomicrografia

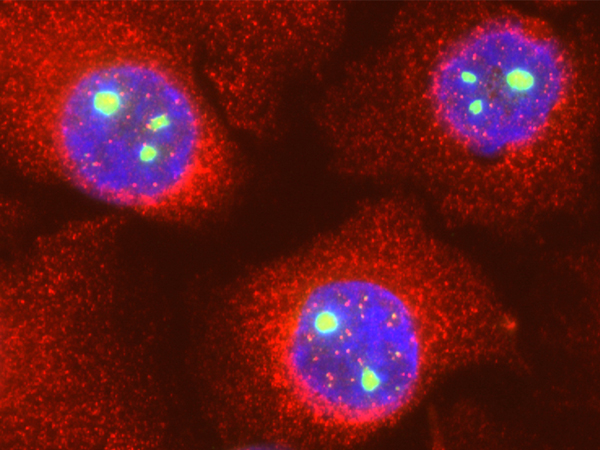
Cellule viste al microscopio a fluorescenza, marcate con tre differenti fluorocromi

Consiste nella registrazione fotografica delle immagini di soggetti piccolissimi, nel caso di microscopia ottica nell'ordine dei micron. Anche qui tale tecnica presenta diversi vantaggi rispetto all'osservazione diretta perché l'emulsione fotografica o il sensore digitale, esposti per un tempo sufficientemente lungo, registrano anche radiazioni di intensità troppo debole per poter essere percepite dall'occhio umano e, specialmente in caso di tecniche in fluorescenza, permettono l'arresto tramite tempi di esposizione brevi di soggetti molto rapidi come protozoi in vivo, o la visualizzazione in porzioni dello spettro non percepibili dall'occhio eccetera.

## Arte
La fotografia cominciò ad acquistare autonomia agli inizi del XX secolo, mentre le polemiche sui rapporti con l'arte, in seguito indagati con acutezza da Walter Benjamin, erano vivacissime. In merito alla diatriba, sempre attuale, una distinzione si può fare tra la fotografia come strumento e la fotografia come linguaggio. Nel primo caso si sfruttano in quanto tali le possibilità di riproduzione meccanica delle immagini, nel secondo queste stesse possibilità vengono utilizzate a fini documentaristici ed espressivi.
Quindi da un lato si possono annoverare i processi di fotoriproduzione, utilizzati nei settori più diversi, dalla fotomeccanica alla spettroscopia, dall'altro tutte le utilizzazioni della fotografia per una descrizione, a diversi livelli di obiettività, di fenomeni scientifici, di avvenimenti, di realtà sociali o di altri valori umani, figurativi e astratti.
In opposizione ai concetti della foto d'arte, con tutto il corollario dei trucchi di mestiere, operò agli inizi del XX secolo Alfred Stieglitz, capo del gruppo statunitense Photo-Secession, esaltando le riprese immediate con piccoli apparecchi portatili alla ricerca dell'illusione di realtà, cercando il cubismo nella natura (soggetti disumanizzati, riproduzione del ritmo nella ripetizione di elementi base, sovrapposizioni, ecc.).
Dal canto suo il tedesco Albert Renger-Patzsch, in polemica con le tesi della Photo-Secession sostenne, parafrasando Spinoza, che la bellezza del mondo dipendeva dall'immaginazione dell'uomo e quindi anche dalla scelta che l'obiettivo faceva del particolare.
Una terza tesi veniva proposta da Anton Giulio Bragaglia, teorizzata nel volume Fotodinamismo futurista (1911), da fotografi come l'americano Alvin Langdon Coburn, lo svizzero Christian Schad, l'ungherese László Moholy-Nagy (del Bauhaus), lo statunitense Man Ray, l'italiano Luigi Veronesi che, proclamando l'importanza essenziale della "ricerca" riaffermavano o giungevano all'astrattismo.
Fu questo il punto di partenza di ogni avventura e sperimentazione fotografica successiva, testimoniate dall'attività di gruppi come Fotoform (1949), dalle foto di movimento di Gjon Mili, dalla scuola della candid photography e da tutti gli sperimentatori fluttuanti dalla ricerca del vero alla sensazione, dal documento alla realizzazione d'arte. In Italia la fotografia d'arte è chiamata anche fotografia di ricerca e raggiunge il suo apice negli anni '70-'80. Tra gli autori più significativi di questo genere fotografico vanno ricordati: Luigi Ghirri, Franco Fontana, Paolo Gioli. Un cenno va fatto anche per le fotografie di moda e di pubblicità, che adattano alle specifiche funzioni il patrimonio finora acquisito, trasfondendo nell'immagine, con la suggestione creativa, il potere o la ricerca della persuasione.
Oggi la fotografia è accettata come una vera e propria forma d'arte. Indicatori di questo sono il numero crescente di musei, collezioni e strutture di ricerca per la fotografia, l'aumento di cattedre per la fotografia e, ultimo ma non meno importante, l'aumento del valore delle fotografie nelle aste d'arte e nei circoli collezionistici. Molte aree tematiche sono state istituite: il paesaggio, nudo, industriale, fotografia teatrale, e altre ancora.
Un'evoluzione ulteriore della fotografia, limitrofa al cinema, è la multivisione, basata sulla proiezione di diapositive in dissolvenza incrociata, spesso con un accompagnamento musicale. Questa tecnica è utilizzata spesso a scopi didattici o pubblicitari, ma la forte componente creativa e poetica del mezzo fotografico ha ispirato la creazione in multivisione di autentiche opere d'arte. La fotografia digitale ha poi ulteriormente variato il contesto mettendo alla portata di tutti la tecnica delle presentazioni, anch'esse destinate principalmente a scopi illustrativi, commerciali, didattici, ma passibile di utilizzo in campo artistico

## Fotografia digitale e quella analogica
|           | Pro | Contro |
| --------- | --- | --- |
| Digitale  | - Le fotocamere digitali sono generalmente più leggere rispetto a quelle a pellicola, come anche i dispositivi mobili. - Le schede di memoria sono minuscole e possono memorizzare molte più immagini del rullino. - Le immagini possono essere visualizzate immediatamente senza stamparle. - Si possono modificare molto le immagini acquisite (anche direttamente sulla fotocamera o sul dispositivo mobile). - Si può scegliere di stampare solo alcune immagini e altre no. - Le immagini si possono inviare via internet immediatamente e salvare su tutti i dispositivi digitali. | - Le fotocamere digitali di livello consumer possono soffrire di scarsa gamma dinamica, scarsa profondità di campo e acquisizione di immagini in condizioni di scarsa illuminazione. - Costi iniziali più elevati. - I file digitali potrebbero non avere la trama analogica di una pellicola da 35 mm o di medio formato, anche con l'uso di software di foto editing. - Richiede competenze informatiche per gestire e modificare le immagini. - Le fotocamere digitali diventano obsolete molto più velocemente di quelle a pellicola. - La memoria digitale può essere persa; i backup costanti sono necessari. |
| Analogica | - Costo iniziale inferiore rispetto a una fotocamera digitale. - Con una gamma dinamica più elevata, la pellicola cattura meglio i dettagli di bianchi e neri. - Nessuna alimentazione o batterie necessarie. I lunghi viaggi e il freddo possono essere limitanti per le fotocamere digitali. - Non richiede competenze informatiche - Le fotocamere analogiche diventano obsolete molto meno velocemente di quelle digitali. - Non hanno bisogno di backup costanti come le foto digitali.                                                                                             | - L'archiviazione delle foto analogiche occupa molto spazio fisico. - A meno che non si abbia una camera oscura, il fotografo dipende da un laboratorio per sviluppare le immagini. - Non si possono vedere le foto scattate sul rullino senza stamparle tutte - Non si possono modificare le foto (se non in minima parte) - Alla lunga il costo della stampa e dei rullini è elevato - Un rullino consente meno fotografie rispetto a una scheda di memoria digitale |

## Diritto

Logo indicante un lavoro protetto da Copyright

Il diritto d'autore considera fotografie ai fini della tutela relativa alle «immagini di persone o di aspetti, elementi o fatti della vita naturale e sociale, ottenute col processo fotografico o con processo analogo» (dalla Legge 22 aprile 1941, n. 633, CAPO V art. 87).
Viene stabilito che «Spetta al fotografo il diritto esclusivo di riproduzione, diffusione e spaccio della fotografia, salve le disposizioni stabilite dalla Sezione II del CAPO VI di questo titolo, per ciò che riguarda il ritratto e senza pregiudizio, riguardo alle fotografie riproducenti opere dell'arte figurativa, dei diritti di autore sull'opera riprodotta.
Tuttavia se l'opera è stata ottenuta nel corso e nell'adempimento di un contratto di impiego o di lavoro, entro i limiti dell'oggetto e delle finalità del contratto, il diritto esclusivo compete al datore di lavoro. La stessa norma si applica, salvo patto contrario a favore del committente quando si tratti di fotografia di cose in possesso del committente medesimo e salvo pagamento a favore del fotografo, da parte di chi utilizza commercialmente la riproduzione, di un equo corrispettivo. Il Ministro per i beni e le attività culturali con le norme stabilite dal regolamento, può fissare apposite tariffe per determinare il compenso dovuto da chi utilizza la fotografia» (dalla Legge 22 aprile 1941, n. 633, CAPO V art. 88).
La durata del diritto del detentore di questo sulla fotografia è di anni venti (Legge 22 aprile 1941, n. 633, CAPO V art. 92).
Il diritto tutela anche la privacy del soggetto fotografato. Infatti, è permessa la diffusione di fotografie senza il permesso del soggetto solo nel caso di personaggio pubblico, inteso come persona che, per lavoro o carica istituzionale, è noto al pubblico, o nel caso la persona sia ritratta nel corso di eventi aperti al pubblico (ad esempio se una persona partecipa ad una manifestazione sportiva). Negli altri casi, il fotografo titolare dell'opera deve ottenere il permesso (chiamato liberatoria) alla pubblicazione (intesa anche come esposizione a una mostra) da parte del soggetto.

### Generi
- Astrofotografia
- Cinemagrafia
- Fotografia astratta
- Fotografia d'arte
- Fotografia di alimenti
- Fotografia di guerra
- Fotografia di matrimonio
- Fotografia di viaggio
- Fotografia documentaria
- Fotografia glamour
- Fotografia di moda
- Fotografia naturalistica
- Fotografia paesaggistica
- Fotopoesia
- Fotografia post mortem
- Ritratto (fotografia)
- Fotografia subacquea
- Fotografia umanista
- Fotografia urbana
- Lomografia
- Still life (fotografia)
- Street photography
- Fotografia aerea
- Fotografia boudoir

### Tecniche
- Autoluminografia
- Bracketing
- Camera oscura (sviluppo fotografico)
- Dagherrotipia
- Effetto flou
- Femtofotografia
- Fotografia multipla
- Fotografia panoramica
- Fotografia stenopeica
- Macrofotografia
- Multivisione
- Prospettiva
- Stereoscopia
- Zoom burst
- Viraggio (fotografia)